# Soper River
Soper River är ett vattendrag i Kanada.   Det ligger i territoriet Nunavut, i den östra delen av landet, 2 000 km norr om huvudstaden Ottawa.
Trakten runt Soper River består i huvudsak av gräsmarker. Trakten runt Soper River är nära nog obefolkad, med mindre än två invånare per kvadratkilometer.